# Hôtel de la Villeon
L'hôtel de la Villeon est un hôtel particulier situé à Tournon-sur-Rhône, en France.

## Localisation
L'hôtel est situé au 2 rue Davity sur la commune de Tournon-sur-Rhône, dans le département français de l'Ardèche.

## Historique
L'édifice est inscrit au titre des monuments historiques en 1982.
Sa porte d'entrée datant du XVIIe siècle est inscrite séparément au titre des monuments historiques en 1927
Cette porte a été volée le 11 septembre 2013 alors que l'hôtel était en travaux pour être aménagé en hôtel de luxe.